# Robert Nünlist
Robert Nünlist (* 17. Februar 1911 in Aarau; † 4. Dezember 1991 in Niedererlinsbach) war Oberst in der Schweizer Armee und von 1957 bis 1972 Kommandant der Päpstlichen Schweizergarde (Praefectus Helveticae Custodiae et Corporis Domini Nostri Papae).

## Leben
Papst Pius XII. berief 1957 Oberst Nünlist zum Kommandanten der Schweizergarde. Zum Zeitpunkt seiner Ernennung zum Kommandanten war Nünlist in der Schweiz als Oberst im Generalstab Stabschef des 2. Armeekorps und auch Kommandant der Infanterieschulen und des Waffenplatzes Luzern. 
Der Kommandant der Päpstlichen Schweizergarde übte damals zudem noch das Amt eines „Botschafters der Schweiz“ beim Heiligen Stuhl aus, da eine spezielle Botschaft für die Schweiz im Vatikanstaat noch nicht existierte. 
Papst Pius XII. suchte eine aussenstehende Führungspersönlichkeit, weil sich im Päpstlichen Korps einige Probleme gezeigt hatten. Nünlist beseitigte konsequent diese „römischen Sitten“, die den Dienstbetrieb und die Aufgabenerfüllung behinderten. Er setzte sich für eine Verbesserung der Lebens- und Dienstbedingungen der Gardisten ein. Um mehr Kontinuität im Gardebetrieb zu erreichen, wurde der Zweijahresvertrag für Neueintretende eingeführt, deren Vereidigungen im Damasushof stattfanden.
Kommandant Nünlist musste in konfliktträchtigen Situationen harte und konsequente Entscheidungen treffen. Der Verein ehemaliger Päpstlicher Schweizergardisten zerstritt sich über die „Kommandoaffäre“, was zu einer vorübergehenden Aufsplitterung in zwei Verbände führte. Am 8. April 1959 erfolgte ein Attentat auf Nünlist durch einen Gardisten (andere Quellen sprechen von einem vorher durch den Kommandanten entlassenen Gardisten). Nünlist wurde verletzt, konnte aber seinen Dienst fortsetzen. 
Nach dem Tod von Papst Pius XII. im Jahre 1958 folgte Papst Johannes XXIII., dessen beginnende Reisetätigkeit ein neues Sicherheitsdispositiv der Garde erforderte. Eine besondere Herausforderung an die Garden stellte die Zeit des Zweiten Vatikanischen Konzils (1962–1965) dar. In dieser Zeit verstarb Papst Johannes XXIII. und Papst Paul VI. wurde dessen Nachfolger. Ein Konklave und ein Konzil bestimmten für die Schweizergarde und die damals noch vorhandenen anderen Garden neue Aufgaben. Während der Amtszeit von Robert Nünlist gab es Bestrebungen, die Schweizergarde aufzulösen, was jedoch verhindert werden konnte.
Im Jahr 1972 musste Nünlist nach zwei Herzinfarkten seinen Rücktritt als Gardekommandant erklären. Er kehrte in die Schweiz zurück und verbrachte seine weiteren Jahre in Kappel bei Olten. 1991 starb Robert Nünlist nach kurzer schwerer Krankheit. Er ist auf dem Friedhof Meisenhard in Olten beigesetzt.
1937 heiratete Robert Nünlist Alice Degen aus Olten. Sie hatten zwei Töchter und einen Sohn. Der Höhlenforscher Hugo Nünlist war einer seiner Brüder.
Die Dissertation von Robert Nünlist erschien 1938 unter dem Titel Das Recht der Einmischung.

## Auszeichnungen
- 1964: Komtur mit Stern des Ordens San Gregorio Magno (Gregoriusorden) für sieben Jahre Dienst
- 1971: Ritter mit Collane (Cavaliere di collare) des Ordens Pius IX. (Piusorden)
- 1972: Commenda dell’Ordine Pontificio con placca, für fünfzehn Jahre Dienst

- 1958: Deutschland: Grosses Verdienstkreuz des Verdienstordens der Bundesrepublik Deutschland
- 1958: Iran: Grossoffizier des Pfauenthrons der Order of the Crown Nishan-i-Taj-i-Iran der Kaiserlichen Krone des Shahinshah von Persien
- 1959: Frankreich: Commandeur der Ehrenlegion
- 1960: Deutschland: Grosses Verdienstkreuz mit Stern des Verdienstordens der Bundesrepublik Deutschland
- 1960: Peru: Großoffizier des Orden El Sol del Perú
- 1960: Thailand: Komtur des Ordens der Krone von Thailand
- 1960: Liechtenstein: Komtur des Fürstlich Liechtensteinischen Verdienstordens
- 1961: Belgien: Grossoffizier des Ordens Leopolds II.
- 1963: Italien: Grossoffizier des Verdienstordens der Italienischen Republik
- 1965: Luxemburg: Grossoffizier des Verdienstordens des Großherzogtums Luxemburg
- 1966: Österreich: Grosses Goldenes Ehrenzeichen mit dem Stern für Verdienste um die Republik Österreich